# مساکن (تونس)
مساکن (به عربی: مساکن) شهری در استان سوسه کشور تونس است که جمعیت آن در سرشماری سال ۲۰۰۴ میلادی ۵۵٫۷۲۱ نفر بوده‌است.